# Judith Tydor Baumel-Schwartz

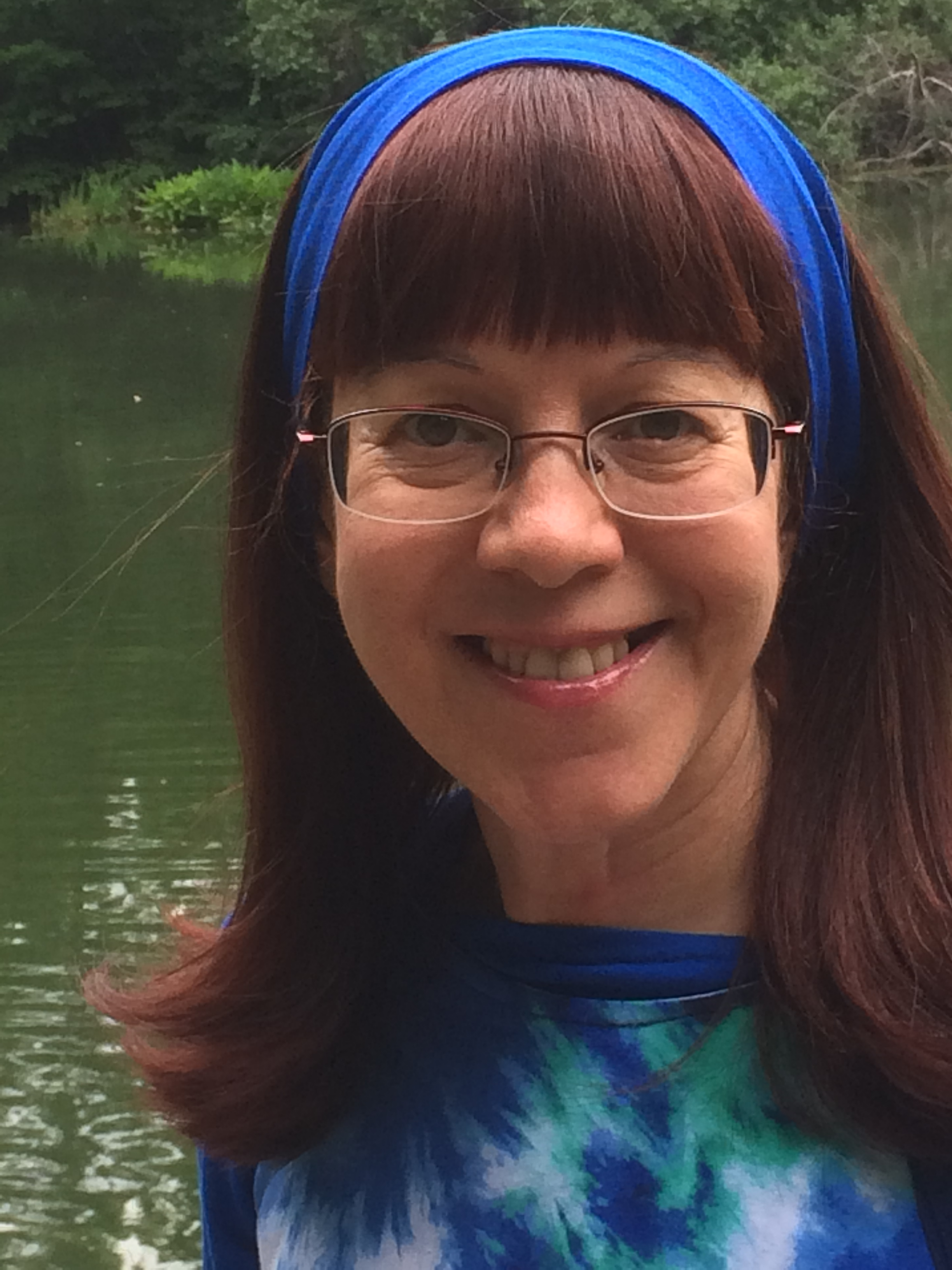
Baumel-Schwartz, 2016

Judith Tydor Baumel-Schwartz (geboren 1959 in New York) ist eine israelische Neuzeithistorikerin und Professorin für Geschichte mit dem Fokus auf Holocaust und jüdischer Geschichte an der Bar-Ilan-Universität in Ramat Gan. 
Sie wanderte 1974 mit ihren Eltern nach Israel aus und promovierte 1986 in Geschichte an der Bar-Ilan-Universität.

## Veröffentlichungen
- Unfulfilled Promise – Rescue and Resettlement of Jewish Refugee Children in the United States, 1934–1945. Denali Press 1990.
- Kibbutz Buchenwald – Survivors and Pioneers. Rutgers University Press 1997.
- Double Jeopardy – Gender and the Holocaust. Vallentine Mitchell 1998.
- The “Bergson Boys” and the Origins of Contemporary Zionist Militancy. Syracuse University Press 2005, ISBN 0-8156-3063-8.
- Perfect Heroes – The World War II Parachutists and the Making of Israeli Collective Memory. University of Wisconsin Press 2010, ISBN 978-0-299-23484-3.
- Never look back – The Jewish refugee children in Great Britain, 1938–1945. Purdue University Press 2012, ISBN 978-1-55753-612-9.
- Identity, Heroism and Religion in the Lives of Contemporary Jewish Women. Peter Lang 2014.
- My Name is Freida Sima – The American-Jewish Women's Immigrant Experience Through the Eyes of a Young Girl from the Bukovina. Peter Lang 2017.
- For the Love of Shirley – One Woman's Challenges and Choices in Postwar Jewish America. Peter Lang 2020.